# Der Rosenkavalier

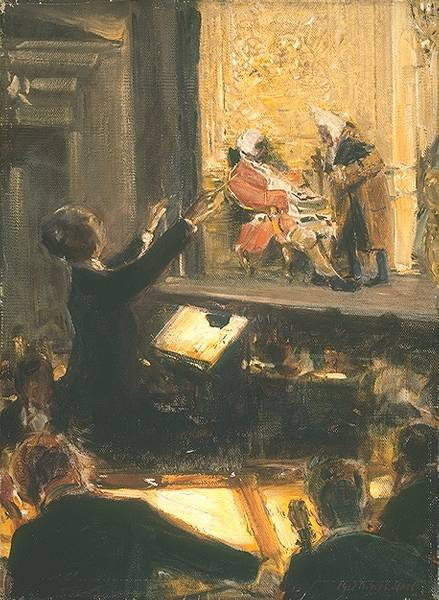
Edler von Schuch dirigeert Der Rosenkavalier (1912)

Der Rosenkavalier (opus 59) is een opera in drie bedrijven gecomponeerd door de Duitse componist Richard Strauss. Het libretto is geschreven door de Oostenrijkse tekstschrijver Hugo von Hofmannsthal, waarbij deze samenwerkte met Harry Graf Kessler. De première vond plaats in de Hofopera in Dresden, op 26 januari 1911. Het verhaal van de opera speelt zich af in het Wenen van midden 18de eeuw.

## Uitvoeringen

### Première
Der Rosenkavalier ging op 26 januari 1911 in première in Dresden onder leiding van Ernst von Schuch, die eerder de premières van Strauss' Feuersnot, Salome en Elektra had gedirigeerd. In eerste instantie had Georg Toller de opera zullen regisseren, maar hij trok zich terug en werd vervangen door Max Reinhardt. Sopraan Margarethe Siems (die ook optrad in Strauss' eerste rol voor Chrysothemis in Elektra) zong de rol van de Marschallin, die het hoogtepunt van haar carrière zou worden. Minnie Nast had de rol van Sophie en Eva von der Osten de rol van Octavian.
Der Rosenkavalier was direct een groot succes. De kaartjes voor de première waren naar verluidt vrijwel onmiddellijk uitverkocht. Hoewel sommige critici bezwaar maakten tegen Strauss' anachronistische gebruik van walsmuziek, was het publiek heel enthousiast. Der Rosenkavalier werd de populairste opera van Strauss en is nog steeds een geliefde opera.

### Internationaal succes
Binnen twee maanden na de première werd het werk al in het Italiaans vertaald en uitgevoerd in La Scala in Milaan. De Italiaanse cast, geleid door dirigent Tullio Serafin, omvatte Lucrezia Bori als Octavian, Ines Maria Ferraris als Sophie en Pavel Ludikar als Baron Ochs. De Oostenrijkse première van de opera was op 8 april 1911 door de Weense Hofopera, onder leiding van Franz Schalk, met Lucie Weidt als Marschallin, Gertrude Förstel als Sophie, Marie Gutheil-Schoder als Octavian en Richard Mayr als Baron Ochs. Het werk werd op 14 november 1911 uitgevoerd in Rome met Egisto Tango als dirigent, Hariclea Darclée als de Marschallin en Conchita Supervía als Octavian.
De Nederlandse première volgde twee weken later. Het was Richard Strauss zelf, die zijn werk op 28 november 1911 in het Haagse Gebouw voor Kunsten en Wetenschappen dirigeerde. Uitvoerenden waren het Residentie Orkest en Margarethe Siems, Minnie Nast en Eva von der Osten in de rollen die ze in Dresden bij de wereldpremière hadden gezongen. Paul Bender zong Ochs en Friedrich Brodersen Faninal.
De Britse première was in het Royal Opera House in Londen op 29 januari 1913. Thomas Beecham dirigeerde de uitvoering en de cast bestond uit Margarethe Siems als de Marschallin, Claire Dux als Sophie en Eva von der Osten als Octavian. De première in de Verenigde Staten vond plaats op 9 december in de Metropolitan Opera onder leiding van Alfred Hertz. Frieda Hempel zong de rol van de Marschallin, Margarethe Arndt-Ober zong Octavian en Anna Case zong Sophie. Weer later werd de opera in Italië gespeeld, onder andere in het Teatro Lirico Giuseppe Verdi (1921), Teatro Regio di Torino (1923), Teatro di San Carlo (1925) en het Teatro Carlo Felice (1926).
Der Rosenkavalier bereikte Monaco op 21 maart 1926 In 1926 ging een film van de opera in première. De Franse première van de opera zelf vond plaats in het Palais Garnier in Parijs op 11 februari 1927 met dirigent Philippe Gaubert. In Brussel klonk het werk voor het eerst in de Muntschouwburg op 15 december 1927 met Clara Clairbert als Sophie.
Tijdens de Salzburger Festspiele van 1929 werd de opera opgevoerd onder leiding van Clemens Krauss, met Lotte Lehmann als de Marschallin en Marta Fuchs als Annina. De opera werd in Australië voor het eerst uitgezonden op de radio, namelijk op 7 januari 1936. De eerste Australische toneelproductie was pas in 1972, in Melbourne. De eerste uitvoering in Nieuw-Zeeland was in 2002 op het International Festival of the Arts in Wellington.

## Synopsis

### Voornaamste rollen
- Feldmarschallin Fürstin Werdenberg (sopraan)
- Baron Ochs auf Lerchenau (bas)
- Graaf Rofrano, voornaam Octavian (een jonge man gespeeld door een vrouwelijke zanger, mezzosopraan)
- Herr von Faninal (bariton)
- Sophie, zijn dochter (sopraan).
- Jungfer Marianne Leitmetzerin (sopraan)
- Valzacchi (tenor)
- Annina (alt)
- Een politiecommissaris (bas)

### 1e akte - in een slaapkamer
De Marschallin en haar jonge minnaar, de zeventienjarige Octavian, bevinden zich in haar slaapvertrek, duidelijk na het bedrijven van de liefde. Als een page het ontbijt binnenbrengt, verstopt hij zich, en dat doet hij opnieuw als ze de luide stem van een bezoeker horen. Die bezoeker, de verarmde maar adellijke neef Ochs, stormt binnen. Hij schept op over zijn veroveringen en zijn aanstaande huwelijk met het burgermeisje Sophie, wiens rijke vader in de adelstand verheven is. Hij vraagt de Marschallin raad over de keuze van een cavalier die, zoals de traditie wil, Sophie bij wijze van huwelijksaanzoek een zilveren roos zal aanbieden. De Marschallin beveelt Octavian aan. Die komt, verkleed als kamermeisje, tevoorschijn. Ochs probeert deze "Mariandel" het hof te maken.

Enkele zangeressen als Rozenkavalier
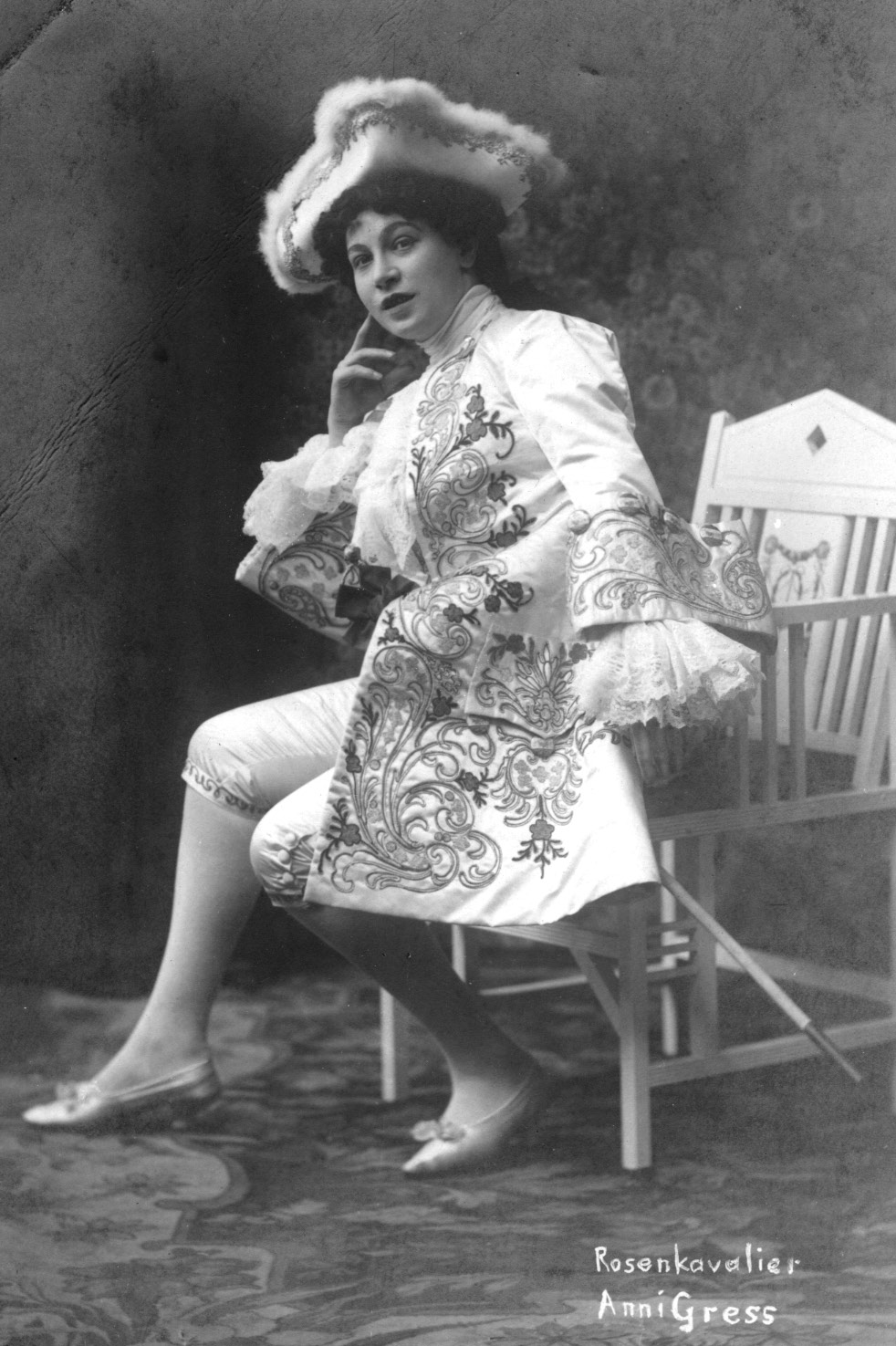
Anny Gress tussen 1911 and 1919
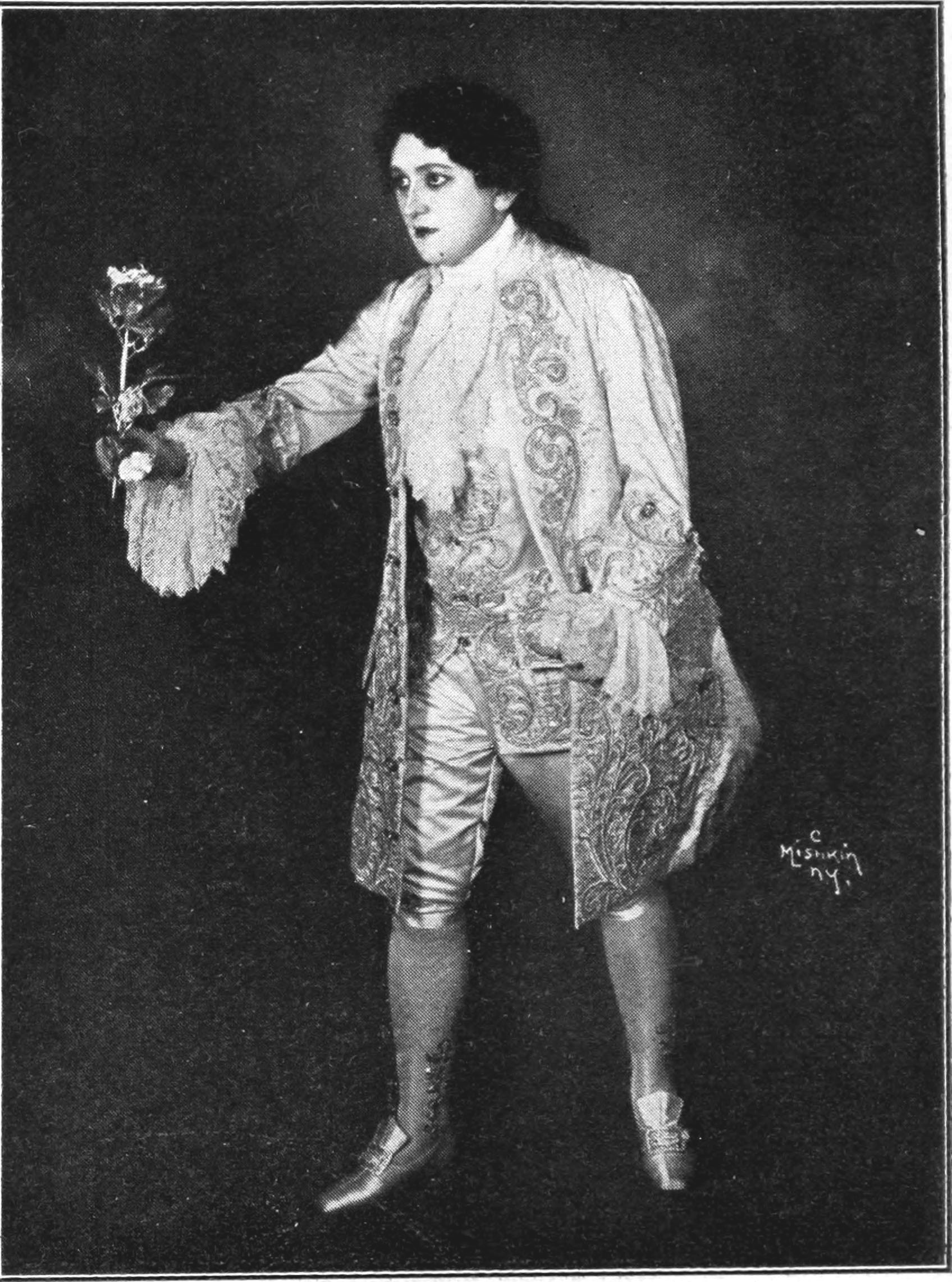
Margarethe Arndt-Ober, 1919
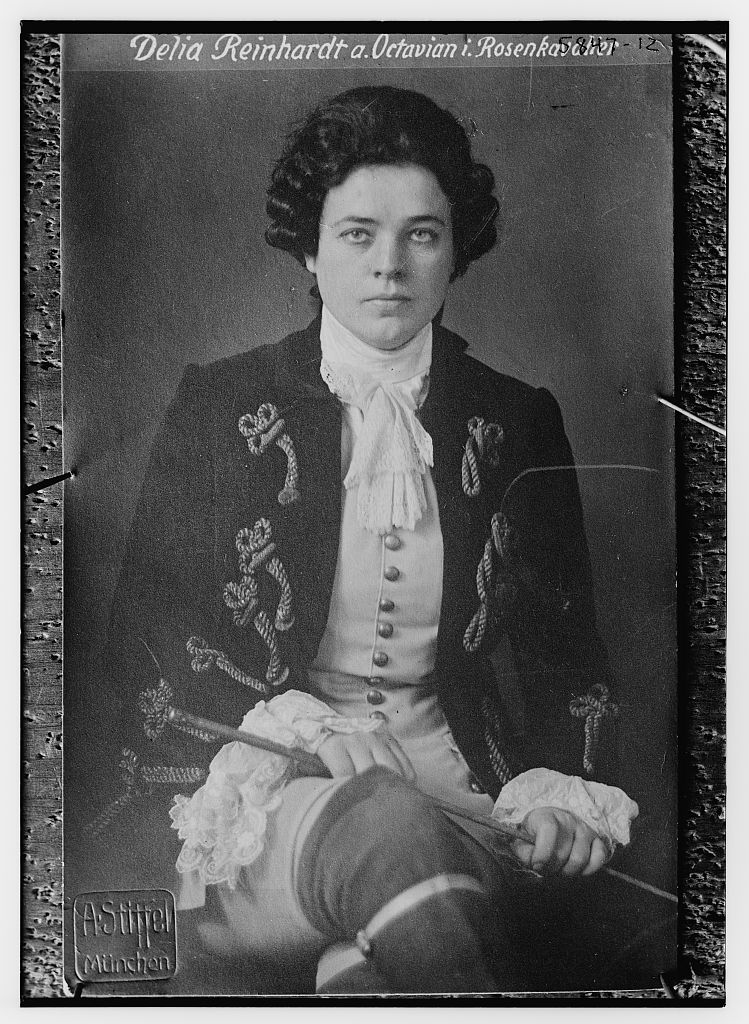
Delia Renhardt, circa 1923

William Hogarth : De ochtendreceptie van de Comtesse (uit de cyclus 'Mariage à la Mode', 1743–1745). Het schilderij was een bron van inspiratie voor het hofprotocol van de Marschallin in de eerste acte van de opera.

Zoals destijds gebruikelijk - het verhaal speelt tijdens de regering van keizerin Maria Theresia - komen leveranciers hun waren en diensten aanbieden terwijl de Marschallin gekleed en gekapt wordt. Een weduwe en haar dochters vragen ondersteuning. Een Italiaanse zanger zingt een aria maar wordt gestoord door Ochs die met een notaris ruzie maakt over Sophie's bruidsschat. De onbeschaamde Ochs wil namelijk een bruidsschat ontvangen van de rijke vader van Sophie, in plaats van dat de bruid een geschenk krijgt. Maar intussen heeft Ochs een oogje op het dienstmeisje. De Italiaanse intriganten Valzacchi en Annina worden door Ochs ingehuurd om "Mariandel" te strikken.
Als iedereen vertrokken is, peinst de Marschallin over het verstrijken van de tijd en haar ouder worden. Octavian komt terug en treft haar in een melancholieke stemming. Zij vertelt hem dat hij haar ooit zal verlaten voor een jongere vrouw, maar dat gelooft hij niet. Het lukt hem niet haar op te vrolijken. Nadat hij boos vertrokken is, bedenkt de Marschallin dat zij is vergeten hem een afscheidskus te geven, maar ook de zilveren roos. Een page moet hem die brengen.

### 2e akte - in het paleis van de heer van Faninal
Op de ochtend van haar verloving wacht Sophie vol spanning op de cavalier die haar de zilveren roos zal brengen. Als Octavian aankomt en haar de roos aanbiedt, voelen zij zich direct tot elkaar aangetrokken; liefde op het eerste gezicht. Ochs, die hierna zijn opwachting maakt, doet Sophie schrikken van zijn grofheid en neerbuigendheid die schril afsteekt bij de elegantie van Octavian. Ochs en Faninal, Sophies vader, trekken zich terug om het huwelijkscontract te bespreken. Alleengelaten omhelzen Octavian en Sophie elkaar, waarop zij worden betrapt door Valzacchi en Annina, die Ochs waarschuwen. Ochs is woedend, maar Octavian niet minder. Als beiden gaan duelleren, raakt Ochs door Octavians rapier heel licht gewond aan zijn voet. Sophie laat haar vader weten dat zij niet met Ochs wil trouwen. De vader wordt ook boos en dreigt Sophie naar het klooster te sturen. Ochs blijft alleen achter. Annina brengt hem een briefje van "Mariandel" waarin zij schrijft dat zij hem wil ontmoeten. Annina verlangt een beloning voor haar dienst als boodschapper, maar Ochs wuift haar weg. Zij zint op wraak.

Enkele zangers in de rol van Ochs, een komische, grove, dikzak
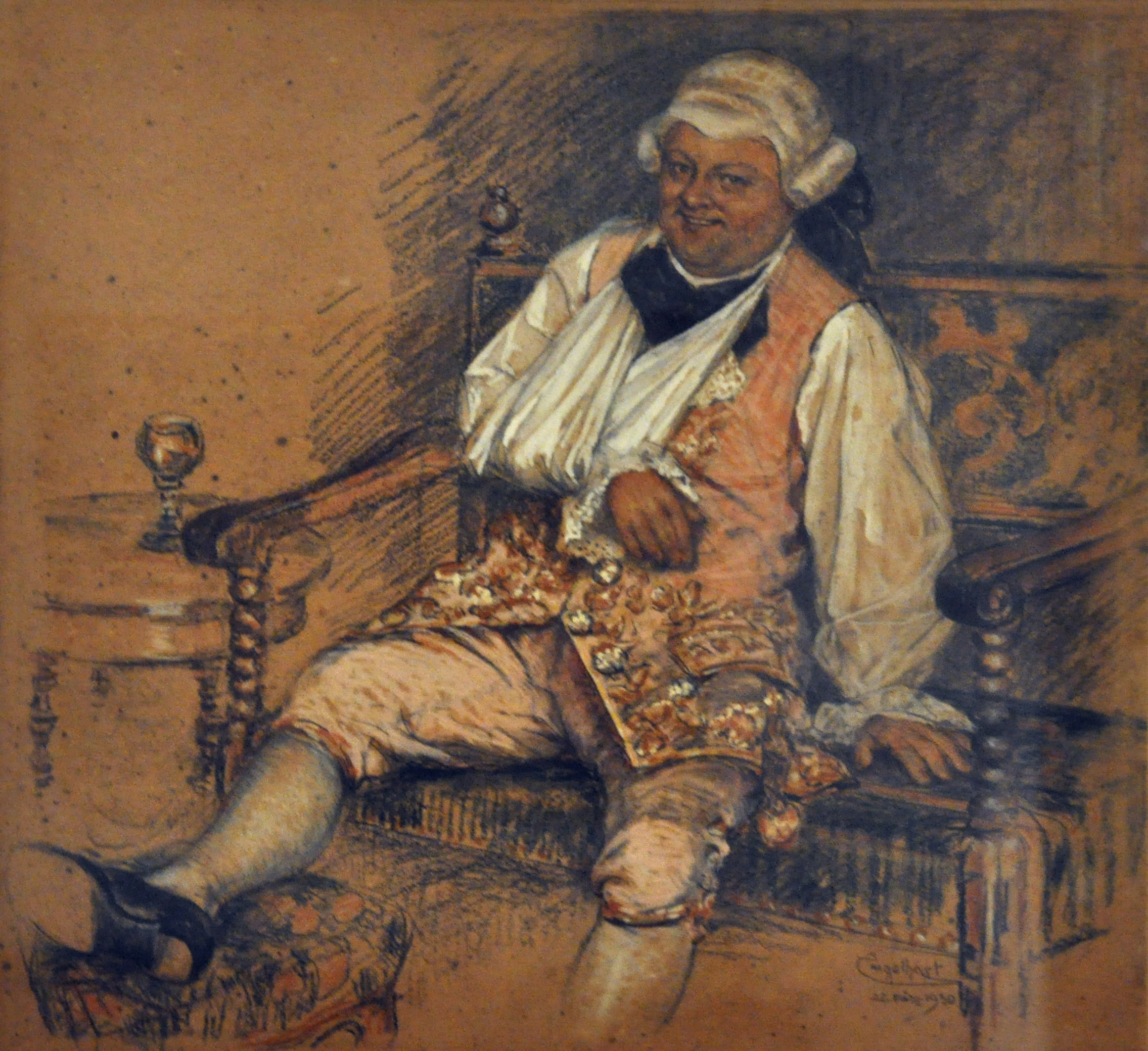
Richard Mayr in een schilderij van Josef Engelhart, 1926
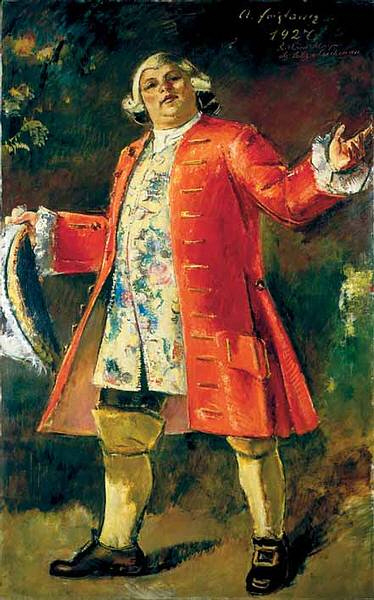
Richard Mayr in een schilderij van Anton Faistauer, 1927
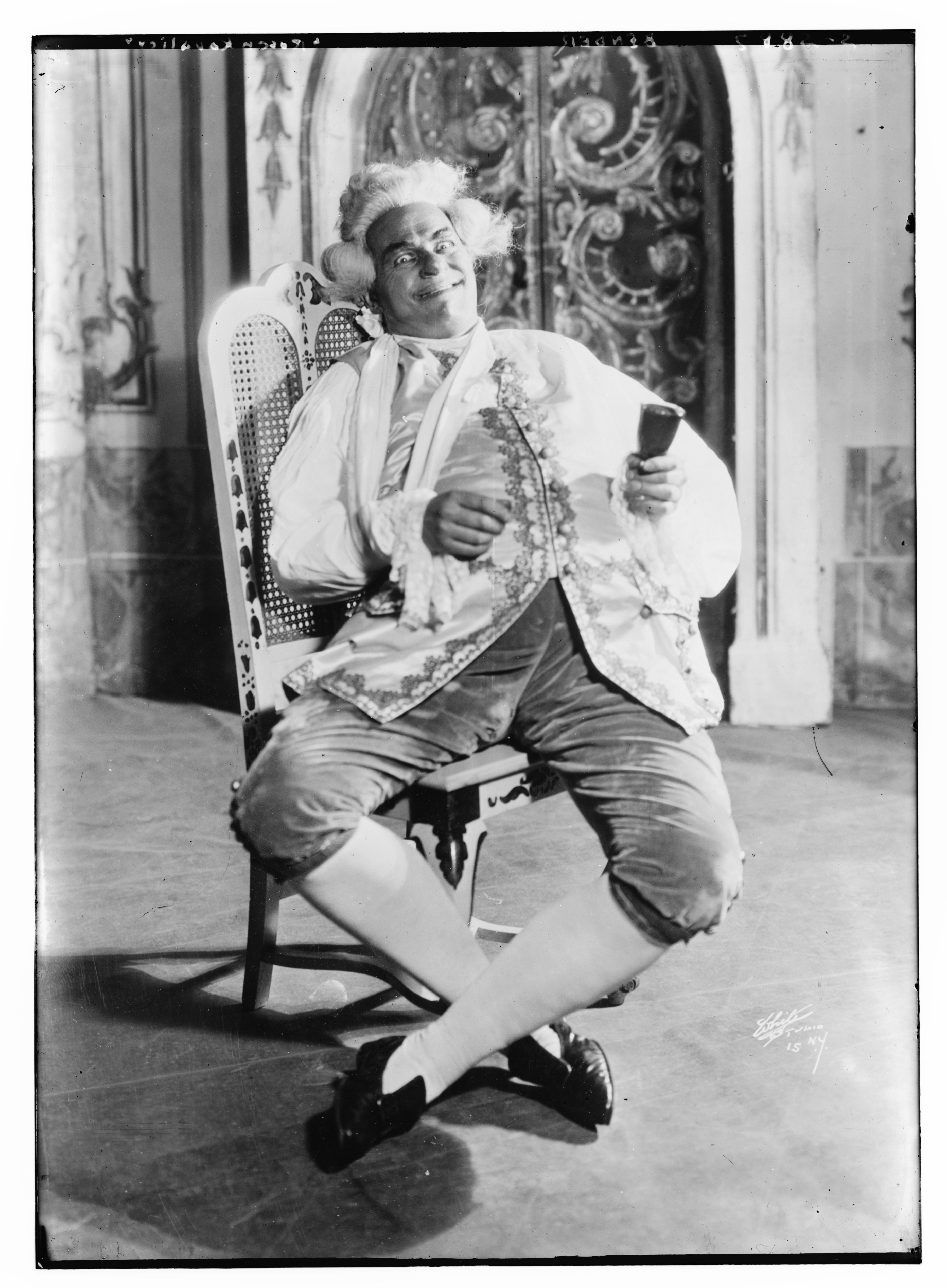
Paul Bender
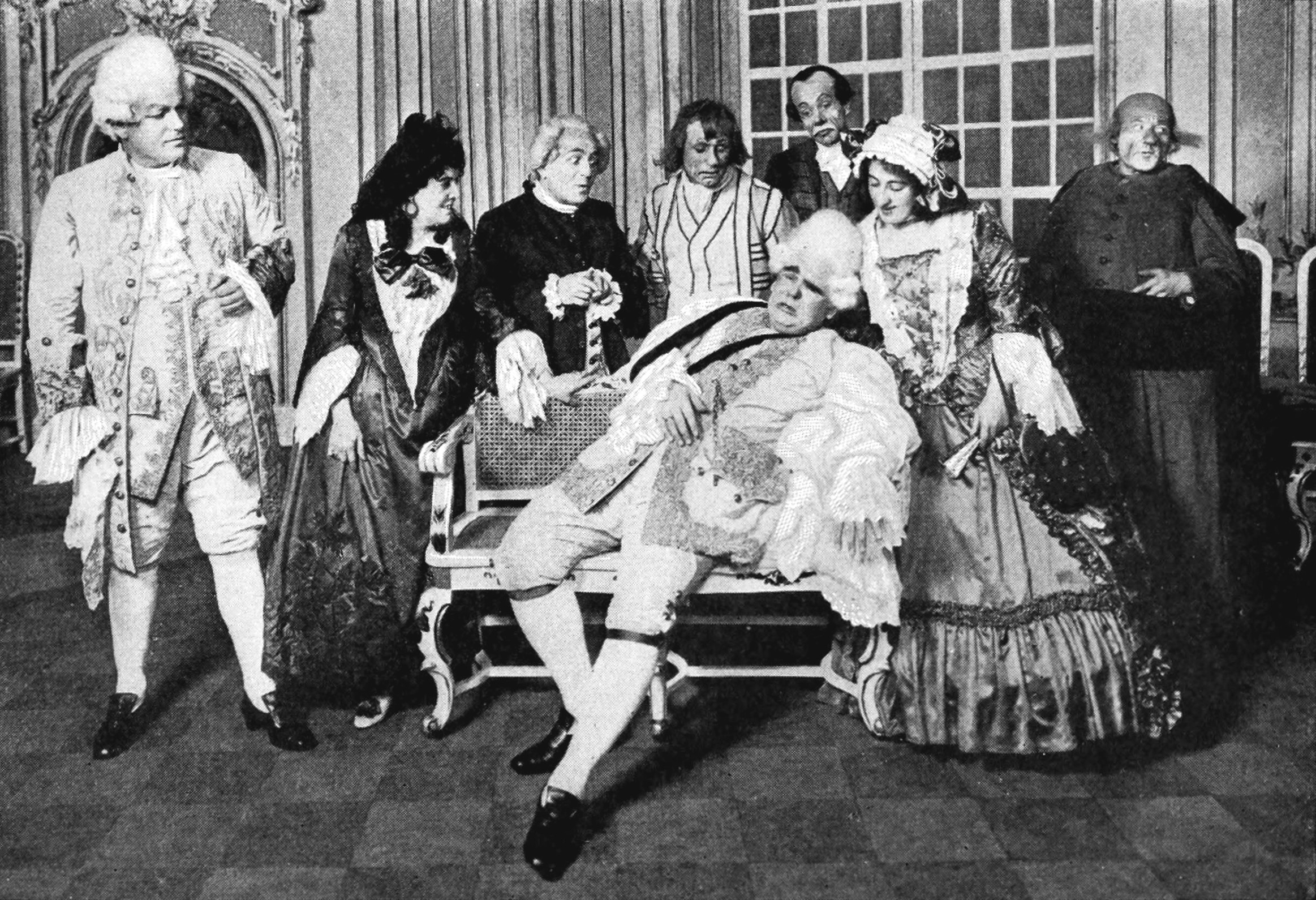
1917

### 3e akte - in een kroeg

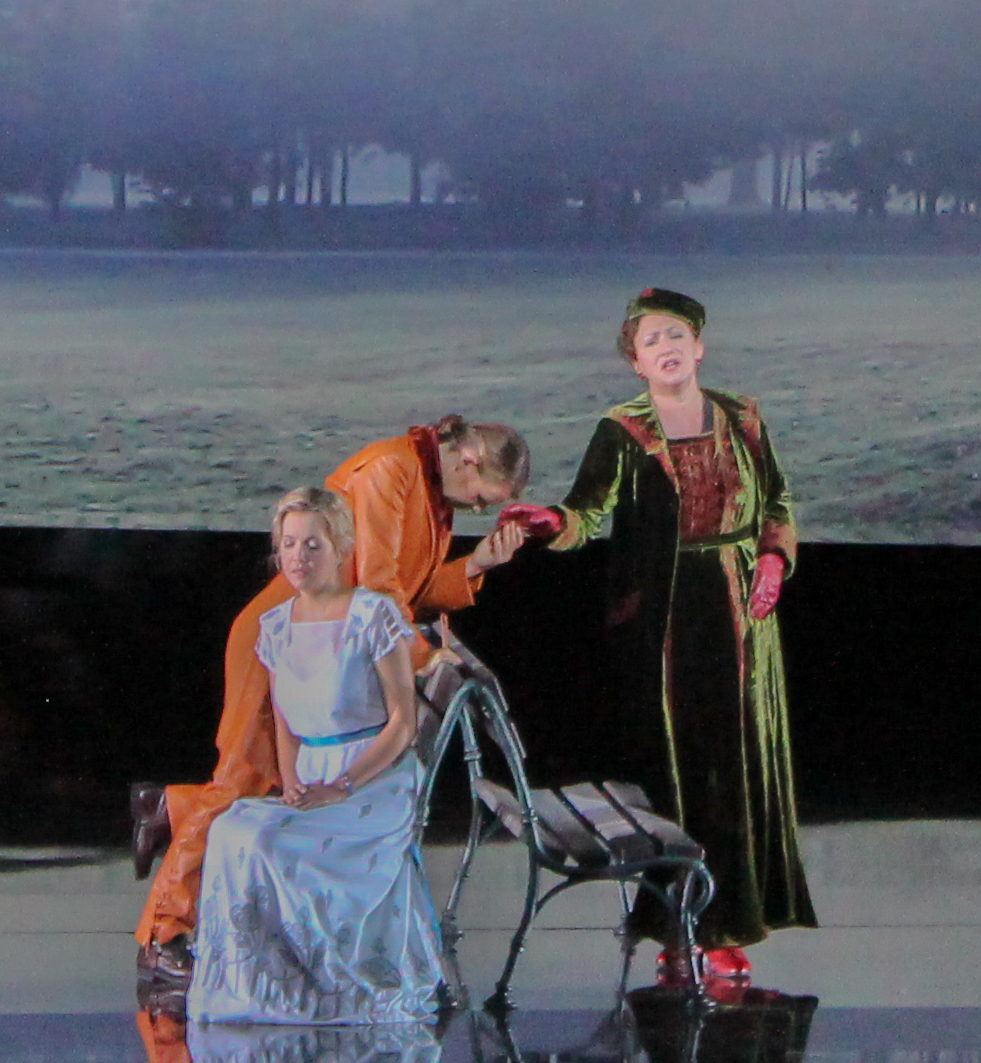
Het afscheid van de Marschallin in de derde acte, met Mojca Erdmann, Sophie Koch en Krassimira Stoyanova tijdens de Salzburger Festspiele 2014

Er wordt een plan bedacht om Ochs voor schut te zetten. Er is een ontmoeting gearrangeerd van Ochs met "Mariandel", die plaatsvindt in een louche herberg. Terwijl zij daar souperen en Ochs toenadering zoekt, worden zij telkens gestoord. Zo verschijnen er griezelige gezichten in raamopeningen, die Ochs angst aanjagen. Annina, verkleed als weduwe, komt met een schare kinderen het souper verstoren en beweert dat Ochs de vader is van haar kinderen. Tegen de politie die erbij geroepen is zegt Ochs dat "Mariandel" zijn verloofde is. Faninal, die met Sophie arriveert, is woedend op zijn aanstaande schoonzoon. Als ten slotte ook de Marschallin verschijnt, legt zij aan Ochs uit dat het allemaal een grap was en dat zijn verloving voorbij is. Hij legt zich daarbij neer en vertrekt, achtervolgd door Annina en haar kinderen, de herbergier en andere schuldeisers.
Als de Marschallin met Octavian en Sophie achtergebleven is, betreurt zij het dat zij haar jonge minnaar moet verliezen. Octavian verkeert in tweestrijd maar laat zich door haar overtuigen dat Sophie voor hem de ware is.

## Libretto

### Inhoud
Het libretto van Hofmannsthal is gebaseerd op de roman The Adventures of Chevalier Faublas van Jean-Baptiste Louvet de Couvray en op de komedie Monsieur de Pourceaugnac van Molière. De figuren zijn deels ontleend aan deze roman en deels aan de Italiaanse commedia dell'arte.
De personages hebben levensechte, realistische karakters en tussen hen bestaat er een complex netwerk van relaties. "De een heeft de ander nodig, niet alleen in deze wereld, maar ook, om zo te zeggen, in metafysische zin. (...) Ze horen allemaal bij elkaar, en het beste ligt tussen hen in: het is ogenblikkelijk en eeuwig, en hier is plaats voor muziek", schreef Hofmannsthal in 1911 in zijn Ungeschriebenen Nachwort zum „Rosenkavalier“. Door zijn taalgebruik creëerde Hofmannsthal veel menselijke trekjes en humor.

### Geschiedenis van het libretto
In 1927 schreef Hofmannsthal een laat voorwoord bij Der Rosenkavalier. Volgens dat voorwoord is het scenario in maart 1909 in Weimar tot stand gekomen tijdens een gesprek met zijn vriend Harry Kessler, aan wie ook de eerste druk is opgedragen. Deze toeschrijving veroorzaakte bijna een breuk tussen Kessler en Hofmannsthal. Kessler, die - waarschijnlijk terecht - zijn bijdrage aan de schepping hoger inschatte dan Hofmannsthal wilde toegeven, drong aan op de aanduiding "medewerker", terwijl Hofmannsthal hem in de eerste versie alleen als "helper" had aangeduid. Hofmannsthal formuleerde uiteindelijk de samenwerking als volgt: “Ik draag deze komedie op aan graaf Harry Kessler, aan wiens medewerking zoveel te danken is. HH "
Hofmannsthal schreef de tekst echter wel zelf. Kessler ontving tekstfragmenten en gaf advies, dat Hofmannsthal al dan niet opvolgde. 
Toen het libretto klaar was, ging Hofmannsthal naar Berlijn om Strauss een plan voor een komische opera voor te leggen. Verdere afstemming vond plaats per brief; Strauss schrijft op 16 mei 1910 dat hij met het derde bedrijf ging beginnen. De tekst was klaar in juni 1910, waarna Hofmannsthal het op sommige plaatsen nog bewerkte. Richard Strauss had waarschijnlijk ook invloed op het libretto, vooral door zijn wens om de tweede akte uit te breiden: Na de overhandiging van de zilveren roos werd het duel tussen Ochs en Octavian toegevoegd, alsmede nog diverse andere ontwikkelingen.
De titel van het stuk was nog tot kort voor het ter perse gaan niet vastgesteld. Er werden verschillende namen voorgesteld, zo zouden der Ochs auf Lerchenau en die silberne Rose in de titel kunnen voorkomen. Hofmannsthal stelde ook de naam Rosenkavalier voor, maar Strauss en Kessler verwierpen die naam. Vrouwelijke kennissen van Hofmannsthal pleitten ook voor Rosenkavalier. De mening van de vrouw van Richard Strauss, Pauline de Ahna, gaf de doorslag; Strauss merkte ten slotte op: „Also Rosenkavalier, der Teufel hol ihn“ (Dus Rosenkavalier, de duivel hale hem).

### Taalgebruik
Het libretto van Hofmannsthal gebruikt verschillende registers van de Duitse taal. Leden van de adel spreken op een verfijnde en hoffelijke manier, passend bij de setting van de opera uit de jaren 1740. In intiemere situaties gebruiken ze een gewonere spreektaal, waarbij ze elkaar tutoyeren.
Sommige uitvoeringen van de opera nemen een verklarende woordenlijst in het programmaboekje op om de betekenis van de gebruikte taal te verduidelijken, die meestal verloren gaat bij de vertaling. Baron Ochs doet onhandige pogingen om verfijnde of flamboyante taal te gebruiken, waarbij hij gebruik maakt van buitenlandse woorden en uitdrukkingen zoals het Italiaanse corpo di Bacco! ("bij het lichaam van Bacchus!"), waarvan hij sommige delen verkeerd uitspreekt. De taal die door Octavian wordt gebruikt wanneer hij zich voordoet als Mariandel is een Oostenrijks dialect, waarvan de betekenis moeilijk te begrijpen voor wie dat niet spreekt. Het Duits van de Italianen, Valzacchi en Annina, is erg slecht en heeft een sterk Italiaans accent. In de volgende opera van Strauss en Hofmannsthal, Ariadne auf Naxos, worden ook dialecten gebruikt om de sociale status van de personen aan te duiden.

## Muziek
Na zijn revolutionaire en avant-gardistische muziek in de opera's Salome en vooral Elektra koos Strauss bij Der Rosenkavalier voor een gematigder en traditionelere aanpak. Dit leverde hem kritiek op van zijn avantgardistische tijdgenoten, die hem als conservatief zagen. Na het drama in Salome en Elektra verlangde Richard Strauss echter zelf naar vrolijker materiaal; Strauss huldigt in deze opera dan ook zijn grote idool Mozart met deze levendige komedie in de stijl van de opera buffa. Zelfs de plot van de opera doet denken aan Le nozze di Figaro. Strauss blijft echter kind van zijn tijd met zijn compositie, vooral door zijn weelderige, sensuele instrumentatie; voor het orkest zijn ongeveer 100 muzikanten nodig. Daarnaast zijn op het toneel ook nog muzikanten nodig, in de vorm van de banda. Soms wordt de muziek van de banda echter vooral opgenomen, als het toneel onvoldoende plaats biedt.
De ouverture (hier prelude of introductie genoemd, omdat het stuk deel uitmaakt van de eigenlijke opera) laat het liefdesspel horen. Sommigen horen er zelfs een orgasme in, door het heftige spel van de hoorns. Het stuk heeft twee thema's, een mannelijk thema, gespeeld door de hoorns, en een vrouwelijk, lyrisch, gespeeld door de strijkers.
De meeste aria's worden gezongen door vrouwenstemmen, namelijk de rollen van Marschallin, Octavian en Sophie, respectievelijk spinto-sopraan, mezzosopraan en lyrische sopraan.
De rol van Ochs wordt gezongen door een basstem. De bas zingt in de finale van de tweede akte enkele van de laagste noten uit het operarepertoire: lage D’s en E. In ‘Da lieg ich’ en ‘Mein lieber Hippolyte’ komt zelfs een lage C voor. 
In de eerste akte zingt een tenor een korte, Italiaanse aria “Di rigori armato il seno” - een lied met een hoog bereik. Zangers als Luciano Pavarotti en Jonas Kaufmann hebben dit stuk uitgevoerd. De tenor treedt slechts een maal op in de opera. 
De Weense wals speelt een bijzondere rol in de tweede en derde akte. Strauss nam een thema over van de Dynamiden van Josef Strauss. In de muziek spiegelt hij daarmee wat Hofmannsthal met zijn tekst wil laten zien: de historische rococoperiode wordt in dit stuk geen nieuw leven ingeblazen. In de rococo danste men immers menuetten of polonaises, terwijl de Weense wals uit de 19e eeuw dateert. Richard Strauss is er keer op keer op gewezen dat er in de 18e eeuw geen walsen bestonden, wat hij wist. De wals is hier alleen bedoeld om couleur locale toe te voegen, als symbool van Wenen.
Aan het slot van de opera een laatste trio van de drie hoofdrollen. Strauss was zo tevreden met dit trio vrouwenstemmen, dat hij wilde dat het op zijn begrafenis zou worden gespeeld.

### Instrumentatie
De partituur van Strauss kent de volgende instrumentatie:
- Houtblazers: 3 fluiten (III verdubbeling op piccolo ), 2 hobo's, Engelse hoorn (ook verdubbeling op 3e hobo), 3 klarinetten (III ook klarinet in D & Es), bassethoorn (verdubbelt basklarinet in Bes en A), 3 fagotten (III ook contrafagot).
- Koperblazers: 4 hoorns, 3 trompetten, 3 trombones, bastuba
- Slagwerk: pauken, grote trom en bekkens, triangel, tamboerijn, klokkenspel, ratel, tenortrommel, snaredrum, jingle bells, castagnetten
- Celesta, 2 harpen
- Strijkers: 16 eerste violen, 16 tweede violen, 12 altviolen, 10 cello's, 8 contrabassen
- Banda op het toneel: 2 fluiten, hobo, 3 klarinetten, 2 fagotten, 2 hoorns, trompet, trommel, harmonium, piano, strijkers

### Lijst van aria's, duetten, trio's etc (mogelijk niet compleet)
|    | Titel inhoud                                                          | Akte | Type             | Stem                         | Rol                                  |
| -- | --------------------------------------------------------------------- | ---- | ---------------- | ---------------------------- | ------------------------------------ |
| 1  | Wie du warst                                                          | 1    | Aria             | Mezzo                        | Octavian                             |
| 2  | Heut oder Morgen                                                      | 1    | aria             | sopraan                      | Marschallin                          |
| 3  | Di rigori armato il seno                                              | 1    | aria             | tenor                        | Italiaanse zanger                    |
| 4  | Die Zeit die ist ein sonderbar Ding                                   | 1    | aria             | sopraan                      | Marschallin                          |
| 5  | Da geht er hin                                                        | 1    | aria             | sopraan                      | Marschallin                          |
| ?  | Mein lieber Hippolyte                                                 | 1    | kwartet          | sopraan, bariton, bas, mezzo | Marschallin, Valzacchi, Ochs, Annina |
| 6  | Da lieg ich Ochs ontvangt een brief met een uitnodiging van Mariandel | 2    | lied met koor    | bas of contra-alt            | Ochs                                 |
| 7  | Mir ist die Ehre widerfahren                                          | 2    | aria             | mezzo                        | Octavian                             |
| 8  | Mit Ihren Augen voller Tranen                                         | 2    | duet             | mezzo en sopraan             | Octavian en Sophie                   |
| 9  | Leopold, wir gehn!                                                    | 3    | veelstemmig lied |                              |                                      |
| 10 | Marie Therese.. ist ein Traum                                         | 3    | trio             | mezzo, sopraan, tenor        | Marschallin, Sophie, Octavian        |
| 11 | Walz Erfolgen                                                         | 3    | instrumentaal    |                              |                                      |
| 12 | Ist ein Traum kann nicht wirklich sein                                | 3    | duet             | mezzo, sopraan               | Sophie, Octavian                     |
| 13 | Hab mir's gelobt ihn lieb zu haben                                    | 3    | trio             | 2 sopranen, mezzo            | Marschallin, Sophie, Octavian        |
| 15 | Marie Therese! ... Ist ein Traum                                      | 3    | trio             | 2 sopranen, mezzo            | Marschallin, Sophie, Octavian        |
| 16 | So schnell hat sie ihn gar so lieb                                    | 3    | trio             | 2 sopranen, mezzo            | Marschallin, Sophie, Octavian        |

## Interpretaties
Componist Strauss heeft niets losgelaten over de betekenis van het werk. Enkele weken na de première schreef Hofmannsthal een korte toelichting met de titel Ungeschriebenes Nachwort zum Rosenkavalier. Daarin beschrijft hij alle tegenstellingen in de opera: De verfijnde Marchallin tegenover de grove Ochs, de oudere Marchallin tegenover de jonge Sophie, etc. Tussen de tegenstellingen ligt de ruimte voor de muziek, aldus Hofmannsthal. Ook schrijft hij dat de opera geen vervlogen tijdperk beschrijft, dat is slechts een illusie. De gebruikte taal wordt en werd nergens gesproken, de zeden en gebruiken zijn vaak verzonnen. Zoals de niet bestaande traditie van het overhandigen van een zilveren roos aan de toekomstige bruid.  
De opera moest naar de visies van Strauss en Van Hofmannsthal de mens, geteisterd door crisis en eenzaamheid in de "moderne tijd" - houvast en inzicht geven. Daarmee zetten de kunstenaars zich af tegen de opera's met abstracte thema's, zoals die van Wagner (1813 - 1833). Daarom kozen zij voor de vorm van een komedie. Een komedie zal immers eindigen met een oplossing, harmonie en hereniging van de geliefden, in tegenstelling tot de tragiek in het werk van Wagner. 
Als hoofdthema van het werk ziet regisseur Damiano Michieletto het verstrijken van de tijd, dat zich uit in het ouder worden, waarbij de liefde en hartstocht verdwijnt. De opera, die vaak gezien wordt als pastiche en komisch, heeft daarmee een grote dramatische en menselijke kant. Bij zijn versie van de opera uit 2022 gebruikt hij veel wit en ook sneeuw, hetgeen hij ontleent aan een verzuchting van de Marschallin als ze haar spiegelbeeld bekijkt; "Waar is de sneeuw van vorige jaren." Deze uitspraak is ontleend aan de 15e-eeuwse dichter François Villon "Mais où sont les neiges d'antan?"
Der Rosenkavalier is dus een eigentijds toneelstuk, gebaseerd op het Oostenrijk van rond 1910. Het kan worden gezien als kritiek op de gewoonten in Oostenrijk-Hongarije - maar ook op een verdediging van het "heilige huwelijk": het stuk toont de verdorvenheid van overspelige en wellustige mensen en eindigt met de overwinning van de traditionele huwelijksliefde. Voordat baron Ochs arriveert, bidt Sophie tot God: “Mijn moeder is dood en ik ben helemaal alleen. Ik sta op mijzelf. Maar het huwelijk is een heilige staat." Het contrast tussen de seksuele vrijheid en de huwelijksbanden is echter niet zo eenduidig als op het eerste gezicht lijkt. De jonge graaf Octavian heeft bepaalde trekjes van de wellustige baron Ochs, en ook Sophie is niet geheel een kuise bruid maar laat zich zonder veel weerstand verleiden door Octavian. Het valt nog te bezien of het huwelijk tussen Sophie en Octavian uiteindelijk ook echt gesloten zal worden. In zijn Ungeschriebenes Nachwort stelde ook Hofmannsthal deze vraag, "is dat voor altijd? Dat is twijfelachtig". Hofmannsthal zelf heeft ooit verklaard dat alles wat hij over het huwelijk te zeggen had, in zijn komedies te lezen valt. 
Hoewel de opera zich volgens de tekst af zou spelen in Wenen tijdens de eerste tien regeringsjaren van Maria Theresia, dus tussen 1740 en 1750, bevat de opera veel anachronismen. Zo worden er Weense walsen in gespeeld, sommige direct ontleend aan Johan Strauss (1804-1849), die in de tijd van Maria Theresia in deze vorm nog niet bestonden. De opera bevat dus nostalgie, maar die is niet gekoppeld aan het werkelijk verstrijken van de tijd. 
De opera, gecomponeerd in een preutse periode in het begin van de twintigste eeuw, refereert vaak aan seksualiteit en het verhaal staat dan ook bol van overspel, travestie en wellust. In deze periode ontwikkelde Sigmund Freud zijn theorie, waarin seksualiteit de oorzaak was van veel psychische problemen. Kunstenaars als Stefan Zweig, Arthur Schnitzler en Robert Musil gebruikten dezelfde thematiek van de gekwelde hoofdpersoon als Hugo von Hofmannsthal deed bij het schrijven van het libretto.

## Varianten

### Rosenkavalier-suite
In 1945 gaf Strauss toestemming dat een instrumentale Rosenkavalier Suite werd gepubliceerd, maar hij was blijkbaar niet betrokken bij het maken ervan. Waarschijnlijk heeft dirigent Artur Rodziński de muziek gearrangeerd, aangezien hij in oktober 1944 de eerste uitvoering van de suite dirigeerde met de New York Philharmonic.
De suite begint met de ouverture van de opera, die de nacht vol passie uitbeeldt die de Marschallin en Octavian doorbrengen, wat levendig verklankt wordt door de hoorns. Daarna verschijnt Octavian als de "Rosenkavalier." Hij wordt verbeeld door tedere muziek; de aanblik van de jongeling doet de Marschallin beseffen dat hij haar binnenkort zal verlaten voor een jongere vrouw. Er volgt een duet van Octavian en Sophie (hobo en hoorn) – waarin hun liefde voor elkaar steeds duidelijker wordt. Dit wordt abrupt onderbroken door de disharmonische muziek bij de onhandige komst van Ochs. Vervolgens beginnen de violen met een eerste wals, die wordt gevolgd door een tweede door solo-viool, waarna het hele orkest in de walsmodus speelt. Na een algemene pauze en een vioolsolo komt er nostalgische muziek waar de Marschallin beseft dat ze Octavian kwijt is geraakt. Ten slotte komt de extatische climax. Het werk wordt afgesloten met een buitengewoon robuuste wals, waarin Ochs op de meest pompeuze wijze wordt verbeeld. Het stuk eindigt met een onstuimige coda die speciaal voor de suite is gecomponeerd. 
Artur Rodzinski nam de suite in 1958 op met het Philharmonic Symphony Orchestra of London op Westminster Hi-Fi, XWN 18680.

### Grainger's Ramble
Percy Grainger schreef een pianotranscriptie van een thema uit deze opera. The Ramble on the Last Love Duet in Der Rosenkavalier. Hij gebruikt daarin veel weelderige versieringen en harmonische wendingen. 

### Films
De eerste verfilming van Der Rosenkavalier als stomme film, Der Rosenkavalier (1925) komt voor rekening van Hofmannsthal zelf, de operaplot is slechts een deel van de film. Robert Wiene was de regisseur
In 1962 verscheen een versie van Paul Czinner, in 1984 een versie door Hugo Käch
Naast de bioscoopfilms zijn er verschillende tv-versies, waaronder:
- Der Rosenkavalier, met Benno Kusche, Brigitte Fassbaender, Gwyneth Jones, Lucia Popp, Manfred Jungwirth, Anneliese Waas, David Thaw, Gudrun Wewezow, Francisco Araiza ; Regie: Otto Schenk, dirigent: Carlos Kleiber, orkest en koor van Beierse Staatsoper, 1979

## Wetenswaardigheden
- Na de succesvolle première in 1911 reed een speciale "Rosenkavalier"-trein van Berlijn naar Dresden. Sigaretten kregen de naam "Rosenkavalier", en in een carnavalsoptocht reden rozenridders te paard, achter wie Richard Strauss en zijn toneelpersonages huilend volgden. Er werd satirische poëzie geschreven - met andere woorden, het werk inspireerde velen.

- Hugo von Hofmannsthal was de eerste en enige Picasso-verzamelaar in Oostenrijk. Hij kocht het vroege zelfportret "Yo Picasso" van de royalty's voor zijn libretto in de galerie van Heinrich Thannhauser in München.

- Bibliothèque nationale de France: cb13919894w (data)
- Gemeinsame Normdatei: 300157142
- MusicBrainz work: 18e6d250-1e75-499c-804b-865da45f8ddb
- Système universitaire de documentation: 128194936
- Virtual International Authority File: 213267135